# Hal Sirowitz
Hal Sirowitz, amerikansk poet född 1949 i New York. Hal är gift med Mary Minter Krotzer och bor i Brooklyn.
Hal har blivit mycket uppskattad i Norge där han översatts av den norske författaren Erlend Loe.